# Belan-sur-Ource
Belan-sur-Ource ist eine französische Gemeinde mit 228 Einwohnern (Stand: 1. Januar 2022) im Département Côte-d’Or in der Region Bourgogne-Franche-Comté (vor 2016 Bourgogne); sie gehört zum Arrondissement Montbard und zum Kanton Châtillon-sur-Seine. 

## Geographie
Belan-sur-Ource liegt etwa 74 Kilometer nordnordwestlich von Dijon an der Ource und im Weinbaugebiet Bourgogne. Umgeben wird Belan-sur-Ource von den Nachbargemeinden Autricourt im Nordwesten und Norden, Riel-les-Eaux im Norden und Nordosten, Thoires im Osten, Brion-sur-Ource im Südosten und Süden, Mosson im Süden sowie Chaumont-le-Bois im Südwesten und Westen.

## Bevölkerungsentwicklung
| Jahr                       | 1962 | 1968 | 1975 | 1982 | 1990 | 1999 | 2006 | 2019 |
| Einwohner                  | 399  | 376  | 332  | 322  | 317  | 293  | 269  | 248  |
| Quellen: Cassini und INSEE |      |      |      |      |      |      |      |      |

## Sehenswürdigkeiten
- Kirche Notre-Dame-de-l’Assomption aus dem 15. Jahrhundert, Monument historique seit 1927
- Schloss aus dem 19. Jahrhundert, Monument historique seit 1991

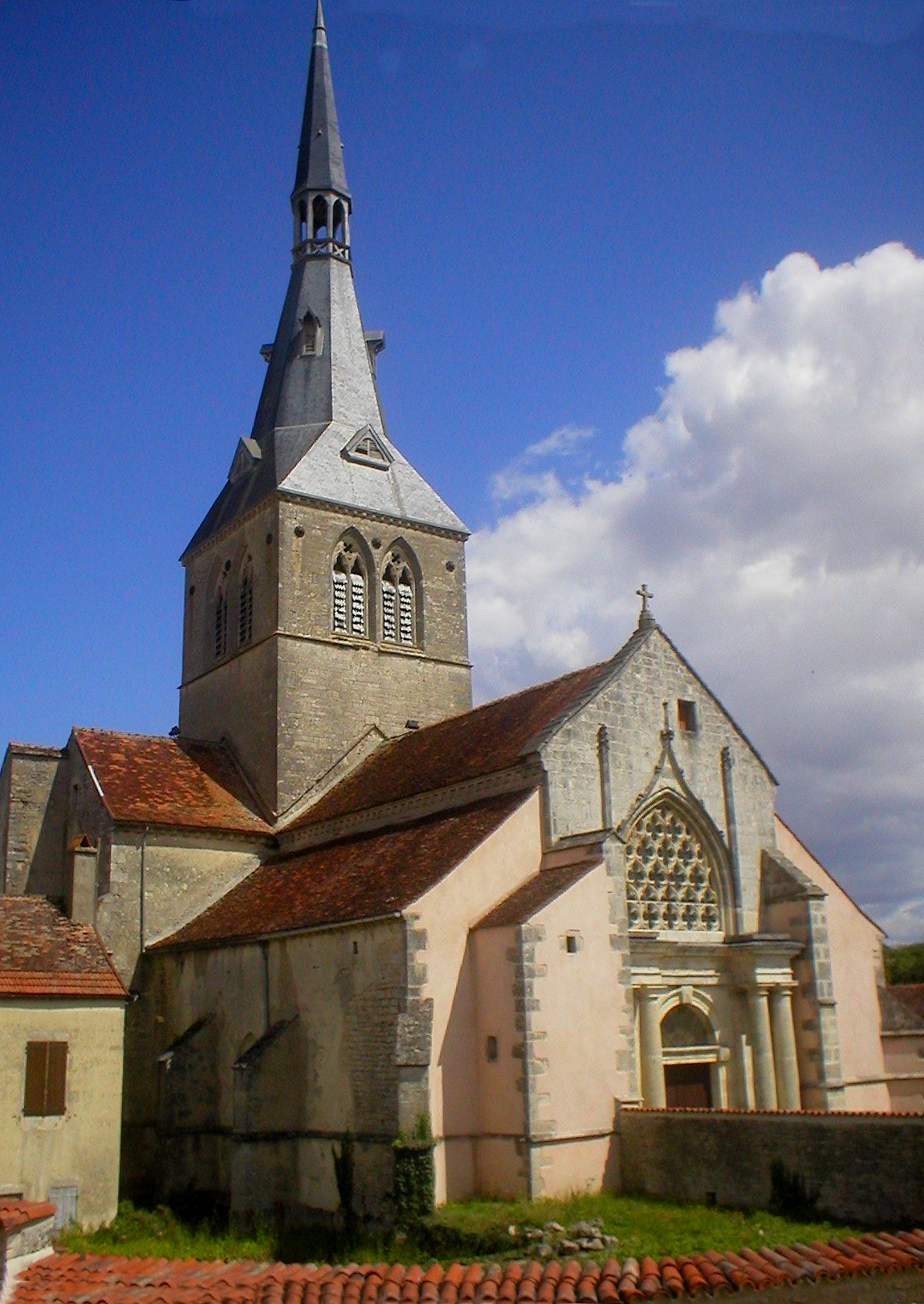
Kirche Notre-Dame-de-l’Assomption
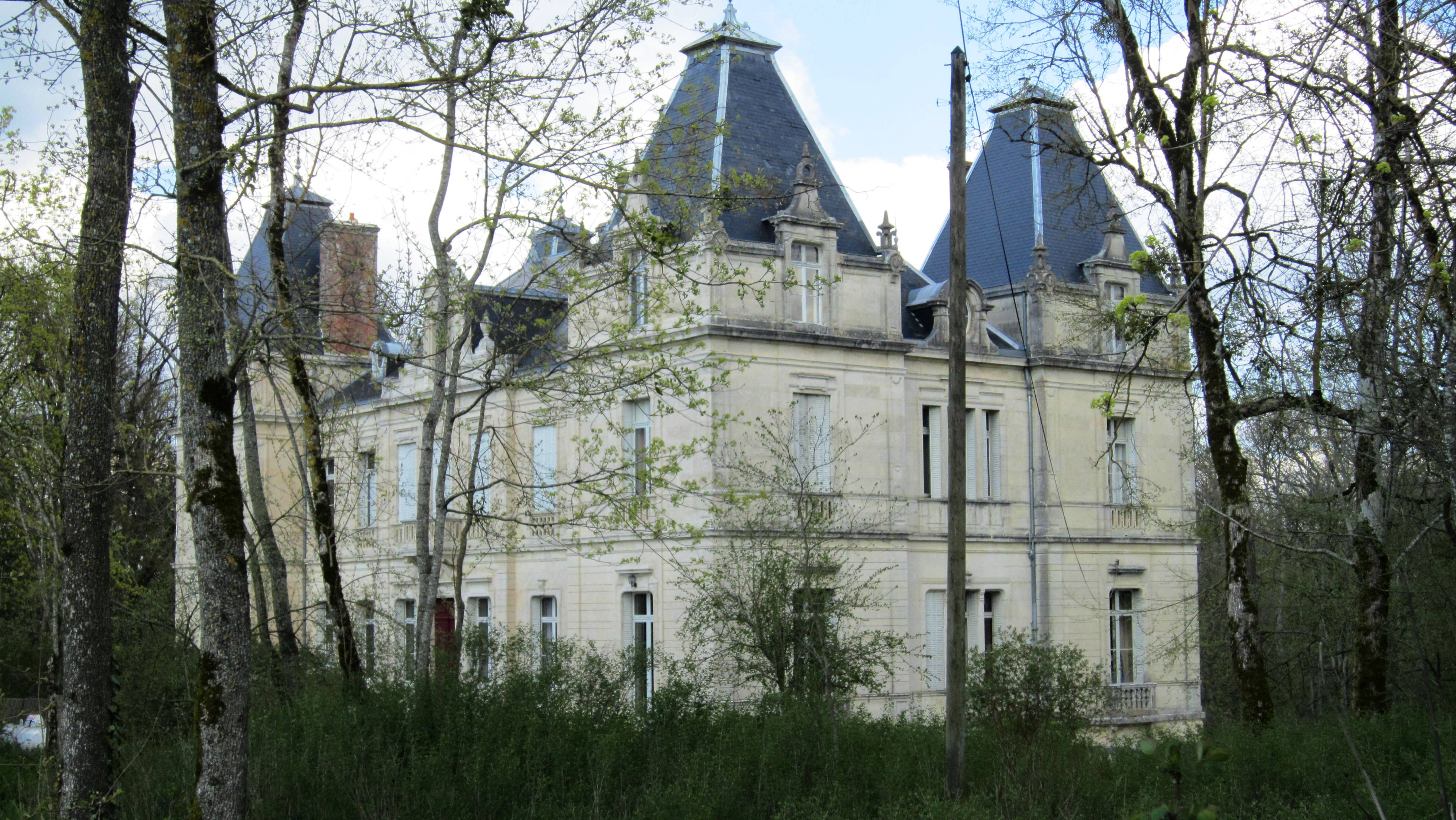
Schloss